# 高井敬義
高井 敬義（たかい のりよし、1844年9月18日（天保15年8月7日） - 1917年（大正6年）12月10日）は、大日本帝国陸軍軍人。最終階級は陸軍中将。

## 経歴
阿波国（現徳島県）で徳島藩士の子として生まれる。西南戦争に従軍する。1887年（明治20年）8月、歩兵第10連隊長に補され、1892年（明治25年）2月、陸軍歩兵大佐に進み、同年12月、近衛歩兵第4連隊長となる。ついで南部兵站監、歩兵第6連隊長を経て、1897年（明治30年）9月、陸軍少将に進級し、歩兵第15旅団長に補された。翌年4月、台湾守備混成第3旅団長に転じ、歩兵第24旅団長を経て、1901年（明治34年）4月、一時休職する。1903年（明治36年）12月、予備役に編入するが、翌年3月、日露戦争が勃発すると召集を受け留守第3師団長となり、1906年（明治39年）3月、陸軍中将に進み、再び予備役に編入した。1917年（大正6年）12月10日卒去。墓所は青山霊園。戒名は誠忠院殿高風敬義大居士。